# 유도 방사능
유도방사능(induced radioactivity), 인공방사능(artificial radioactivity)은 이전의 안정된 물질 방사능을 만들기 위해 방사선을 사용하는 것이다.

## 개요
원자가 빛을 방사할 때의 방사 방법으로는 자연 방사 외에 유도 방사가 있다.  전자가 높은 에너지 준위에 있을 때 그대로 방치해 두어도 시간이 지남에 따라 자연 방사로 빛이 방사되겠지만, 만약 이 빛과 같은 진동수의 빛이 외부에서 들어와 이 원자에 작용하면, 이 빛에 유도 촉진되어 전자는 에너지가 낮은 준위로 곧 전리되며, 그 결과 빛이 방사된다. 이것이 유도 방사이다. 들어오는 빛이 강할수록 이 유도 방사는 강하게 일어난다.  흔히 눈에 들어오는 빛은 특정의 진동수에 대해서는 약한 것이어서 유도 방사는 거의 일어나지 않고 빛은 모두 자연 방사에 의한 것이라고 생각해도 좋다. 이에 비해서 레이저나 메이저는 이 유도 방사에 의하여 여러 가지 빛이나 전파를 만드는 장치이다. 따라서, 유도 방사에 의한 것이므로 레이저는 보통 광원과는 달리 무질서하지 않은 깨끗한 광파를 방사하게 된다. 레이저 laser(light Amplification by Stimulated Emission of Radiation의 머릿글자)는 유도 방사에 의한 빛의 증폭을 뜻하고, 메이저 maser(Microwave Amplification by Stimulated Emission of Radiation의 머릿글자)는 유도 방사에 의한 마이크로파의 증폭을 뜻한다.

## 같이 보기
- 방사성 붕괴
- 방사성 탄소 연대 측정